# Cacopsylla zetterstedti
Cacopsylla zetterstedti är en insektsart som först beskrevs av Thomson 1877.  Cacopsylla zetterstedti ingår i släktet Cacopsylla och familjen rundbladloppor. Enligt den finländska rödlistan är arten nära hotad i Finland. Arten är reproducerande i Sverige. Artens livsmiljö är sandstränder vid Östersjön. Inga underarter finns listade i Catalogue of Life.